# Volker Strassen
Volker Strassen es un matemático alemán, profesor emérito del departamento de matemáticas y estadística de la Universidad de Constanza.

## Biografía

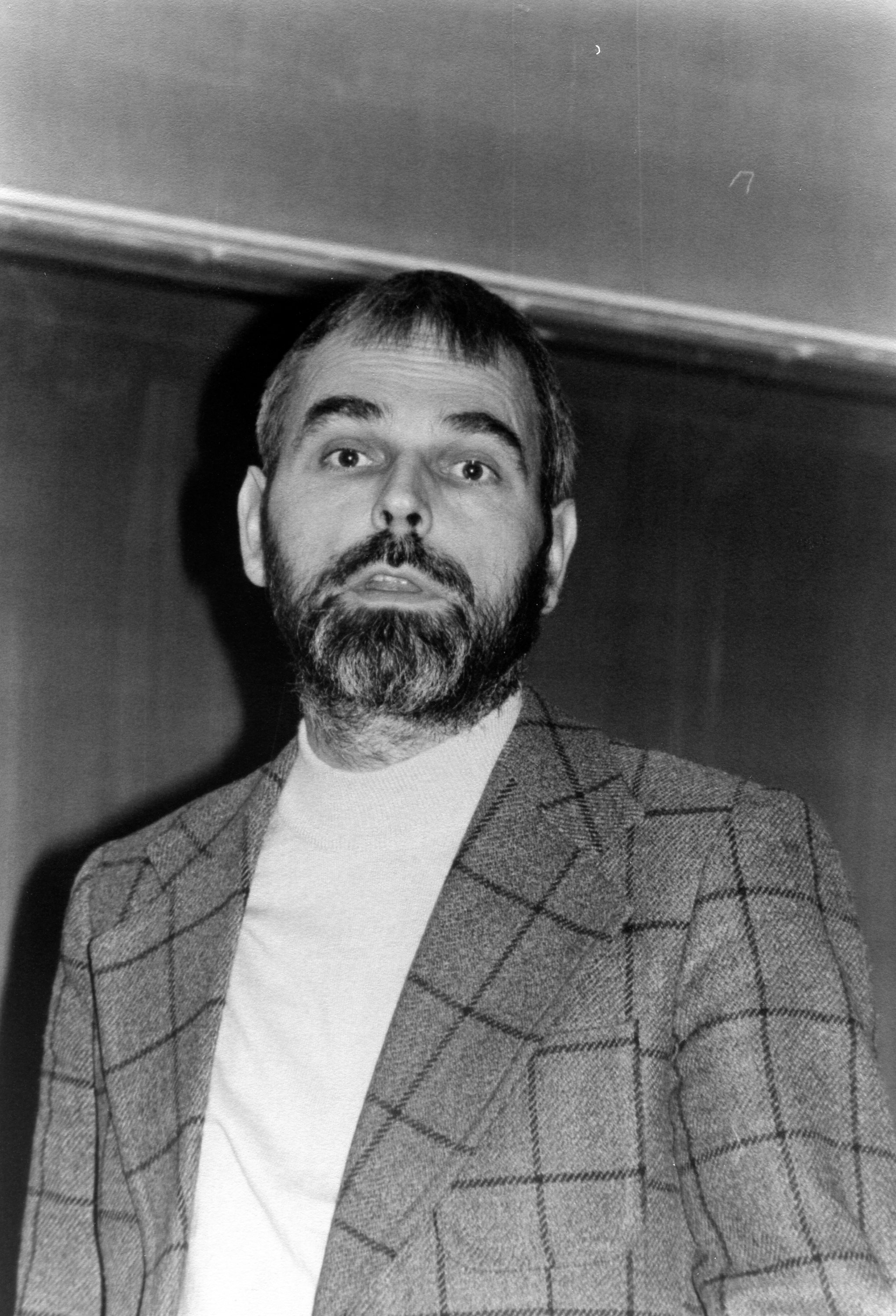
Volker Strassen en 1979

Strassen nació el 29 de abril de 1936 en Dusseldorf.
Después de estudiar música, filosofía, física y matemáticas en muchas universidades alemanas, recibió su doctorado en matemáticas en 1962 en la Universidad de Göttingen, con la tesis: Messfehler und Information  ( El error de medición e información) bajo la supervisión de Konrad Jacobs. Entonces ocupó un puesto en el departamento de estadística de la Universidad de California, Berkeley mientras llevaba a cabo su habilitación en la Universidad de Erlangen-Nuremberg, a donde Jacobs se había trasladado. En 1968, se trasladó al Instituto de Matemática Aplicada de la Universidad de Zúrich, donde permaneció durante 20 años antes de trasladarse a la Universidad de Constanza en 1988. Se jubiló en 1998.

## Investigación
Strassen comenzó su investigación como probabilista; su artículo de 1964 Un principio de invarianza para la ley del logaritmo iterado definió una forma funcional de la ley del logaritmo iterado, mostrando una forma de invarianza de escala en un paseo aleatorio. Este resultado, ahora conocido como Principio de invarianza de Strassen o Ley de Strassen del logaritmo iterado, ha sido muy citado y llevado a una presentación de 1966 en el Congreso Internacional de Matemáticos.
En 1969, Strassen desplazó sus esfuerzos investigadores hacia el análisis de algoritmos con un artículo sobre eliminación gaussiana, presentando el algoritmo de Strassen, el primer algoritmo para realizar multiplicación de matrices más rápido que O(n3), la complejidad temporal que tendría el algoritmo más sencillo. En el mismo artículo también presentó un método asintóticamente rápido para realizar la inversión de una matriz, basado en la multiplicación rápida de matrices. Este resultado fue un importante avance teórico, logrando mucha investigación adicional sobre la multiplicación rápida de matrices, y a pesar de las mejoras teóricas posteriores sigue siendo un método práctico para la multiplicación de matrices densas de tamaños moderados a grandes. En 1971 Strassen publicó otro artículo junto a Arnold Schönhage sobre la multiplicación de enteros asintóticamente rápida basada en transformada rápida de Fourier; vea algoritmo de Schönhage–Strassen. Strassen también es conocido por su trabajo de 1977 con Robert M. Solovay por el test de primalidad Solovay–Strassen, el primer método muestra que probar cuándo un número es primo puede ser realizado tiempo polinomial aleatorio y es uno de los primeros resultados que muestra la potencia de los algoritmos aleatorios más generalmente.

## Premios y honores

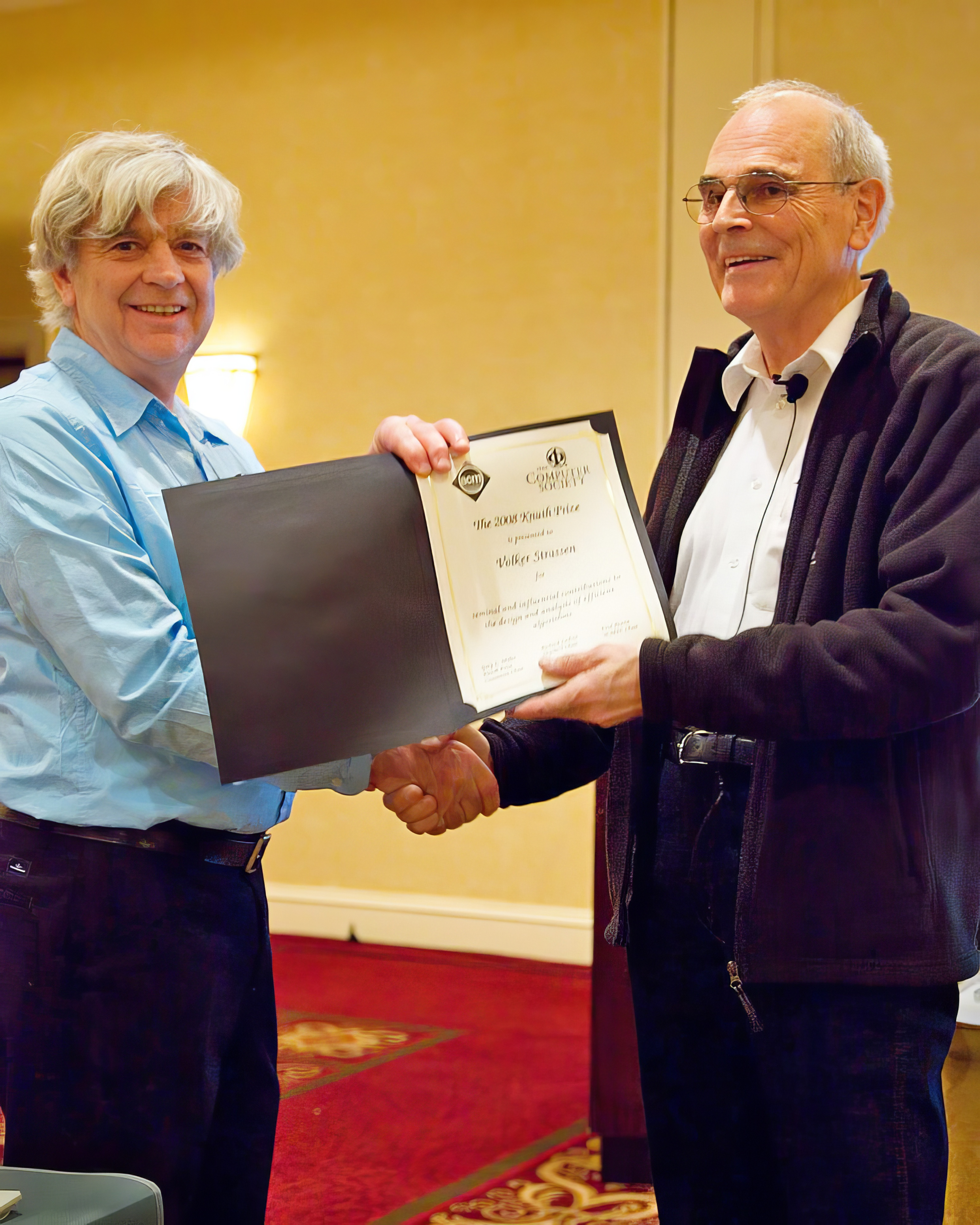
Gary Miller presentando a Volker Strassen con el Premio Knuth 2008 en SODA 2009.

En 1999 Strassen fue premiado con la Medalla Cantor, y en 2003 fue codestinatario del Premio Paris Kanellakis con Solovay, Gary Miller y Michael Rabin por su trabajo en los métodos de prueba de primalidad aleatoria. En 2008 recibió el Premio Knuth por sus “seminales e influyente contribuciones al diseño y análisis de algoritmos eficientes”.